# Parmenio Cuéllar
Parmenio Cuéllar Bastidas (Samaniego, 6 de abril de 1942) es un abogado y político colombiano.
Nacido en el departamento de Nariño, miembro del Polo Democrático Alternativo. Ha sido elegido por elección popular como gobernador de Nariño, senador y representante a la Cámara de Colombia.

 También se desempeñó como ministro de justicia y del derecho entre 1998 y 1999.

## Carrera profesional
Cuéllar Bastidas es abogado de la Universidad Libre (Colombia) y especialista en economía política de la Universidad de Praga. Durante varios años se dedicó al litigio. Fue docente de la Universidad de Nariño entre 1970 y 1972. Entre 1998 y 1999 fue Ministro de Justicia y del Derecho. En 1999 fue presidente de Fendipetroleo.

## Congresista de Colombia
En las elecciones legislativas de Colombia de 1990, Cuéllar Bastidas fue elegido miembro de la Cámara de Representantes. Posterior a la revocación del Congreso, en las elecciones legislativas de 1991, Cuéllar Bastidas fue elegido senador de la república y luego reelecto senador en las elecciones legislativas de Colombia de 1994.
En las elecciones legislativas de 2006, fue elegido nuevamente senador de la República de Colombia con un total de 74.580 votos. Participó en la contienda electoral de 2010 como candidato al Senado, pero no obtuvo la votación necesaria para ocupar curul, siendo derrotado por Camilo Romero. No obstante, tras el escando del "carrusel de la contratación" y la suspensión de Iván Moreno, el 8 de junio de 2011 asumió nuevamente como senador. 

### Iniciativas
El legado legislativo de Parmenio Cuéllar Bastidas se identificó por su participación en las siguientes iniciativas desde el congreso:

- Crea el Consejo Superior de Política Criminal y Penitenciaria (Archivado).[4]
- Reforma parcialmente el régimen de contratación estatal (Archivado).[5]
- Los afiliados al Seguro Social, no podrá trasladarse de régimen cuando le faltaren cinco (5) años o menos para cumplir la edad que le concede el derecho a la pensión de vejez (Archivado).[6]
- Desarrollar el derecho constitucional fundamental de igualdad, con el fin de promover las condiciones para que la igualdad sea real y efectiva (Retirado).[7]
- En homenaje a la memoria de Luis Carlos Galán Sarmiento en el vigésimo aniversario de su fallecimiento el Aeropuerto Internacional de Bogotá, se llamará "Aeropuerto Internacional Luis Carlos Galán Sarmiento (Aprobado).[8]
- Amplíar las bases democráticas para el ejercicio de la abogacía (Archivado).[9]
- Todas las decisiones que las Corporaciones Judiciales en pleno o cualquiera de sus salas o secciones deban tomar, requerirán para su deliberación y decisión, de la mayoría simple de los asistentes (Archivado).[10]
- Comprometer la participación real del sector privado y financiero en el desarrollo microempresarial (Archivado).[11]
- Modificar el Artículo 305 del Código Penal >usura< (Archivado).[12]
- Reformar la retractación en los delitos contra la integridad moral (Archivado).[13]

## Carrera política
Su trayectoria política se ha identificado por:

### Gobernador de Nariño
Cuéllar fue elegido por voto popular para ocupar la gobernación del departamento de Nariño durante el periodo 2001 - 2003. Como gobernador logró sanear el departamento, alcanzando altos niveles de crecimiento de sus rentas.
Hizo parte de los llamados Gobernadores del sur quienes lideraron propuestas de desarrollo alternativo para la región sur del país. De este proceso surgió el Plan Sur este fue una respuesta al Plan Colombia, que con sus efectos nocivos de fumigación se impuso por los gobiernos colombiano y norteamericano, a vastas zonas del sur de Colombia, donde los cultivos de uso ilícito terminaron siendo el refugio de muchos colombianos a quienes la apertura económica privó de un modo de subsistencia dentro de la ley.[cita requerida]
Lideró los proyectos de:
- Constituyente de Nariño para un Mandato Popular.
- Nariño territorio Libre de Analfabetismo.
- Visión Nariño 2030.

### Partidos políticos
A lo largo de su carrera ha representado los siguientes partidos:
| Partido político             | Fecha Inicio        | Fecha Fin           |
| Polo Democrático Alternativo | 20 de julio de 2006 |                     |
| Partido Liberal Colombiano   | 1 de enero de 1976  | 19 de julio de 1998 |

### Cargos públicos
Entre los cargos públicos ocupados por Parmenio Cuéllar Bastidas, se identifican:
| Cargo público             | Partido político             | Fecha Inicio        | Fecha Fin               |
| Senador de la República   | Polo Democrático Alternativo | 8 de junio de 2011  | 19 de julio de 2014     |
| Senador de la República   | Polo Democrático Alternativo | 20 de julio de 2006 | 19 de julio de 2010     |
| Gobernador Nariño         | Otros Partidos O Movimientos | 1 de enero de 2001  | 31 de diciembre de 2003 |
| Senador de la República   | Partido Liberal              | 1 de enero de 1991  | 19 de julio de 1998     |
| Representante a la Cámara | Partido Liberal              | 20 de julio de 1990 | 1 de enero de 1991      |
| Concejal Pasto, Nariño    | Partido Liberal              | 1 de enero de 1988  | 1 de enero de 1990      |
| Diputado Asamblea Nariño  | Partido Liberal              | 1 de enero de 1984  | 1 de enero de 1986      |
| Diputado Asamblea Nariño  | Partido Liberal              | 1 de enero de 1976  | 1 de enero de 1978      |